# Medienlogik
Medienlogik (englisch media logic) ist ein Begriff aus der Kommunikationswissenschaft, der von David L. Altheide und Robert P. Snow 1979 erstmals geprägt wurde. Sie definieren Medienlogik zunächst als Regeln der Selektion, Interpretation und Kreation von Nachrichten in medialen Kontexten. Hierbei schließen sie explizit diverse Formate ein:

“(Media logic) consists of a form of communication; the process through which media present and transmit information. Elements of this form include the various media and the formats used by these media. Format consists, in part, of how material is organized, the style in which it is presented, the focus or emphasis on particular characteristics of behaviour, and the grammar of media communication. Format becomes a framework or a perspective that is used to present as well as interpret phenomena.”

Seither wurde der Begriff in verschiedenen Bereichen weiterentwickelt, vor allem in der Forschung zu Journalismus, politischer Kommunikation und digitaler Kommunikation.

## Konzept
Der Begriff der Medienlogik beinhaltet verschiedene Definitionsansätze. Laut Altheide verbindet die Medienlogik verschiedene Gebiete der Medienformate. Dazu gehören die Produktion, die Selektion, die Präsentation und die Verbreitung von Medieninhalten. Des Weiteren gestaltet Medienlogik den Interaktionsprozess, alltägliche Routinen oder institutionelle Ordnungen in reflexiver Art. Ziel dieser Prozesse ist die Maximierung des Publikums, sowie die Konzipierung von Medienangeboten, die sich an den Werten in der Gesellschaft orientieren.
Das heißt, in der Medienlogik beeinflussen Alltagssituationen und institutionelle Ordnungen (z. B. Regierung, Markt, Staat, Unternehmen) die Rangfolge und Priorisierung der Kommunikation, indem sie diese reflektieren und verdinglichen. Dabei wird die Medienlogik als Prozess der Übertragung und Kommunikation von Information, aber auch als eigener Kommunikationsprozess verstanden.
Medienlogik beruht auf der Annahme des Prozesses der Gestaltung von Informationsfluss innerhalb eines bestimmten Mediums (Format, Rhythmus, Sprache). Dabei ist das Format eine entscheidende Komponente bezüglich des Up- und Downstreams der Information. Upstream ist die Aussendung, wonach der Downstream das Empfangen der Information darstellt. Beispielsweise ist es ein wesentlicher Unterschied, ob Information in Form einer Nachrichtensendung oder einer Unterhaltungsshow übertragen wird. Die Symbolik der Medien, die z. B. durch Grammatik und Sprache geschaffen wird, wird von den Empfängern (audience members) selektiv übernommen und überträgt sich somit in die alltägliche Darstellung von Information. Dieser Prozess ist wesentlich für das Verständnis von Medienlogik.

## Medienlogik und Mediatisierung in der politischen Kommunikation
Der Kommunikationswissenschaftler Frank Esser beschreibt 2013, dass die Regeln der medialen Kommunikation auch das Verhalten der Politiker bzw. deren mediale Auftritte beeinflussen. Denn die Medien haben in westlichen demokratischen Systemen nicht nur die Aufgabe, politische Entscheidungen an die Bevölkerung zu kommunizieren, sondern diese auch kritisch zu reflektieren und somit quasi als „Wächter“ (engl. gatekeeper = Pförtner) über politische Vorgänge zu fungieren. Politiker wiederum nutzen die Medien vor allem, um ihre politische Agenda bekannt zu machen, dabei für Zustimmung in der Bevölkerung zu werben und ihr Vorgehen zu legitimieren. Durch diese wechselseitige Beeinflussung stellt sich daher die Frage, inwiefern media logic und/oder political logic die mediale Berichterstattung dominieren.
Dadurch, dass Politiker den Einfluss von Massenmedien und deren Relevanz für öffentliche Aufmerksamkeit und Legitimation kennen und hoch einschätzen, greift Medienlogik bei Politikern. Würden Politiker den Einfluss von Medien auf die Gesellschaft nicht hoch einschätzen, so würde die Medienlogik nicht funktionieren.
Ein Konzept, das entwickelt wurde, um dieses Phänomen zu beschreiben, nennt sich „mediatization of politics“. Hierbei wird untersucht, inwiefern Medien und deren Logik verschiedene andere Prozesse, wie z. B. die Politik, beeinflussen. Mediatisierung (Medialisierung) beschreibt also, wie sich die Entscheidungskriterien politischer Institutionen an die Medienlogik anpassen, ohne dass diese dabei zu Medien-Institutionen werden. In solchen Fällen überlagert Medienlogik vielmehr die politische Logik als diese zu ersetzen. Medien bestimmen also den kontextuellen Rahmen, innerhalb dessen sich die Politik der Öffentlichkeit präsentieren kann.

## News-media logic nach Frank Esser (2013)
Aus der neo-institutionalistischen Betrachtungsweise sind Medien organisierte Akteure, die ähnlich strukturiert sind und ähnliche Ziele verfolgen. Diese können unter dem Begriff der Medienlogik bzw. „news-media logic“, zusammengefasst werden.
Dieses setzt sich aus drei Teilbereichen zusammen: Professionalisierung, Kommerzialisierung und Technologisierung. Mit ersterem sind die Normen und Regeln gemeint, nach denen Journalisten und andere Medienakteure Nachrichten auswählen und gestalten. Hierzu gehören gängige Praktiken der Nachrichtenproduktion wie „gatekeeping“ und „agenda setting“ sowie journalistische Reportstile vom „balanced reporting“ bis zum „critical watchdog reporting“. Der zweite Aspekt der Kommerzialisierung umschreibt den zunehmenden Einfluss ökonomischer Anreize im Bereich der Nachrichtenproduktion. Viele westliche Mediensysteme haben ihre Unabhängigkeit gegenüber kommerziellen Aspekten verloren und sich so auch vom politischen System entfernt. Effekte daraus sind u. a. die Dramatisierung, Personalisierung und der zunehmende Fokus auf Konfrontation in den Nachrichten. Der dritte Aspekt der Technologisierung beschreibt den Einfluss, den die sich ständig weiterentwickelnde Informationstechnologie auf die mediale Kommunikation hat. Inhalt, Produktion und Reproduktion von Nachrichten werden durch die physische Natur der zur Verfügung stehenden Informationstechnologie bestimmt. Das Internet bietet zum Beispiel eine offene, interaktive, flexible bottom-up Kommunikation, während traditionelle Medien eher nach einem top-down Prinzip funktionieren.

## Kritik am Medienlogik-Konzept
Zur Kritik an der Mediatisierung (englisch: Mediatization) im Allgemeinen und der Medienlogik im Speziellen lässt sich Knut Lundby anführen. Er stellt drei Hauptkritikpunkte auf: Eine zu starke Verallgemeinerung durch die Medienlogik, die fehlende Aktualität und die mangelnde Notwendigkeit des Begriffes. Als sogenannte „Logik der alten Medien“ erscheint Lundby die Medienlogik als ungenügend für die Identifikation neuer Dynamiken. Damit wird sich auf die neuen Verbreitungswege der Medien über das Internet bezogen. Ein weiterer Kritikpunkt ist die mangelnde Notwendigkeit der Medienlogik. Diese Feststellung entsteht aus der Tatsache, dass die meisten Medienwissenschaftler die Medienlogik als Begrifflichkeit nicht verwenden. Am meisten wird eine zu starke Verallgemeinerung durch die Medienlogik kritisiert. Die Interaktion mit dem Internet sei so komplex, dass sie nicht einfach unter einer generellen Medienlogik subsumiert werden kann. Auch werden die Beschränkungen spezifischer Formate und Transformationen vernachlässigt. Transformationen sind hierbei in Sozialinteraktionen und Kommunikationsprozesse dargestellt. Allgemein beraubt der allumfassende Fokus der Medienlogik dem Konzept die notwendige Schärfe bezüglich sozialer Interaktionen. Zusammenfassend hat nach Lundby das Konzept der Medienlogik in seiner jetzigen Ausgestaltung keinen theoretischen Mehrwert, wenn nicht spezifische Aussagen zu realen sozialen Interaktionen und den Zusammenhängen der Medienformate getroffen werden. Wird diese notwendige konzeptionelle Schärfung nicht vollzogen, besäße die Medienlogik keine weitere wissenschaftliche Relevanz.

## Weiterentwicklungen des Medienlogik-Konzepts

### Social Media Logic
In den 1990er Jahren entwickelte sich durch die Veränderungen der Technik, computerbasierte Interaktion und die Entwicklung von sozialen Netzwerken eine neue Form technologischer, ökonomischer und sozio-kultureller Mechanismen, die José Van Dijck und Thomas Poell „social-media-logic“ nennen. Social-Media-Logik muss von der Medienlogik abgegrenzt werden, weil beide sich aus verschiedenen Hintergründen heraus entwickelt haben. Social-Media-Logik beschreibt die Prozesse, Prinzipien und Praktiken, durch die sozialer Traffic gelenkt wird. Innerhalb dieser neuen Social-Media-Logik sind daher auch neue Aspekte bzw. alte Aspekte unter einer neuen Perspektive zu betrachten. Van Dijck und Poell unterteilen hierbei in die vier Aspekte Programmierbarkeit, Popularität, Konnektivität und Datafication. Ein besonderes Augenmerk wird auf den Einfluss von Algorithmen gelegt. Die Autoren beschreiben den Einfluss der Social-Media-Logik auf die Medienlogik als Beeinflussung und „Infiltration“. Diese reorganisierte Medienlogik, die Social-Media-Logik, beeinflusst den globalen Wandel in der modernen Netzwerkgesellschaft und Institutionen könnten der Änderung dieser Logik langfristig nicht entgehen. Eine Untersuchung von Medienlogik in Massenmedien und sozialen Plattformen könne deshalb auch nicht mehr separiert stattfinden.

### Network Media Logic
Ein anderer Ansatz, die Medienlogik von Social Media theoretisch zu beschreiben, stammt von Ulrike Klinger und Jakob Svensson (2015, 2016). Sie argumentieren, dass sich die traditionelle Logik journalistischer Massenmedien von der vernetzten Kommunikation über Social Media in drei Dimensionen unterscheidet: (1) der Produktion von Inhalten, (2) der Verteilung von Informationen und (3) der Mediennutzung. Diese Dimensionen bestehen wiederum aus drei Elementen: den zugrunde liegenden Idealen und Normen, den ökonomischen Imperativen sowie den technologischen Affordanzen. Beide Logiken grenzen einander nicht aus, und Network Media Logic sei auch kein Ersatz für die Logik journalistischer Massenmedien. Vielmehr handle es sich um Idealtypen, die sich in der realen Welt ergänzen, überlappen und überschneiden.